# Mo Chenyue
Mo Chenyue (chinesisch 墨辰月, Pinyin Mò Chén Yuè; * 29. Oktober 1974) ist eine ehemalige chinesische Fußballspielerin.

## Karriere

### Nationalmannschaft
Für den CFA kam sie in der A-Nationalmannschaft das erste Mal am 26. März 1994 beim 2:0-Sieg im Freundschaftsspiel gegen die Nationalmannschaft Südkoreas zum Einsatz.
Fast drei Jahre später bestritt sie vier weitere Länderspiele bei der Teilnahme ihrer Mannschaft am Turnier um den Algarve-Cup 1997. Sie war an allen drei siegreichen Spielen der Gruppe B beteiligt und erzielte gleich im ersten Spiel am 10. März in Faro das Tor zum 3:0-Endstand gegen die Nationalmannschaft Portugals. Auch im Finale am 16. März in Loulé wurde sie berücksichtigt. Ihr Einsatz bei der 0:1-Niederlage gegen die Nationalmannschaft Norwegens dauerte bis zu ihrer Auswechslung in der 58. Minute für Wang Liping.
Im Januar des Jahres 1998 war sie mit ihrer Mannschaft bei der Premiere des im eigenen Land ausgetragenen Vier-Nationen-Turniers vertreten und bestritt alle drei Spiele. Am 19. März desselben Jahres sorgte sie mit ihrem Treffer zum 1:0 in der 78. Minute im letzten Spiel der Gruppe A gegen die Nationalmannschaft Finnlands für den Sieg und wurde auch im Spiel um Platz 5 in Lagoa eingesetzt, mit dem ihre Mannschaft nach dem 3:2-Sieg über die Nationalmannschaft der Niederlande auch das Turnier beendete. Vier Tage später kam sie in Termoli im torlosen Freundschaftsspiel gegen die Nationalmannschaft Italiens zum Einsatz.
Sie gehörte der Mannschaft an, die am 25. und 27. Juli 1998 zwei Spiele im Rahmen der Goodwill Games in Hempstead auf Long Island bestritt und mit dem 4:2-Sieg i. E. über die Nationalmannschaft Norwegens auch das Turnier gewann; jedoch ohne  Einsatz.
Es vergingen mehr als drei Jahre, bis sie zu ihren letzten drei Länderspielen kam; im Turnier um die Asienmeisterschaft 2001 bestritt sie die ersten beiden Spiele der Gruppe C und erzielte beim 10:0- und 11:0-Sieg über die Nationalmannschaften Hongkongs und Usbekistans vier Tore (1 am 5., 3 am 7. Dezember in Taipeh und Kaohsiung). Im letztgenannten Spielort bestritt sie bei der 1:3-Niederlage im Halbfinale gegen die Nordkoreanische Nationalmannschaft auch ihr letztes A-Länderspiel.

## Erfolge
- Dritte der Asienmeisterschaft: 2001
- Algarve-Cup-Finalistin: 1997